# Christian Friedrich Georg Ludwig von Pastau
Christian Friedrich Georg Ludwig von Pastau (* 1737 in Dambeck; † 24. September 1805 in Tilsit) war ein preußischer Generalmajor und Chef des Dragonerregiments Nr. 7.

## Leben

### Herkunft
Die Familie stammt aus Schwedisch-Pommern. Sein Vater Adolph Friedrich Pastau war mecklenburgischer Kabinettsrat und wurde am 19. Januar 1743 vom Kaiser geadelt.

### Militärlaufbahn
Pastau besuchte ab 1. Mai 1750 das Kadettenhaus in Berlin. Am 1. Januar 1757 kam er als Gefreitenkorporal in das Dragonerregiment Nr. 1. Während des Siebenjährigen Krieges kämpfte er in den Schlachten Prag, Kolin, Breslau, Leuthen, Zorndorf, Hochkirch, Liegnitz und Torgau. Als Auszeichnung für sein Verhalten bei Kolin wurde er am 30. Juni 1757 zum Fähnrich befördert. Bereits am 9. April 1759 wurde er Sekondeleutnant und am 8. Mai 1762 Premierleutnant.
Nach dem Krieg dauerte es bis zum 12. November 1776 bis Pastau zum Stabshauptmann aufstieg. Als solcher nahm er am Bayrischen Erbfolgekrieg teil, wo er im Gefecht bei Brüx stand. Im Jahr 1787 gehörte er zu der preußischen Expeditionsarmee die zur Bekämpfung von Unruhen nach Holland geschickt wurden. Für sein Verhalten bei der Eroberung von Freeland in Holland erhielt er am 19. September 1787 den Orden Pour le Mérite. Am 23. Mai 1788 wurde Pastau Eskadronchef im Dragonerregiment Nr. 1 sowie am 30. Mai 1791 zum Oberstleutnant befördert. Im Folgenden Ersten Koalitionskrieg kämpfte er in der Kanonade von Valmy, in den Schlachten von Pirmasens und Kaiserslautern sowie im Gefecht am Kettericher Hof. Am 1. Februar 1793 wurde Pastau Oberst und am 8. Dezember 1793 Regimentskommandeur. Am 20. Mai 1801 wurde er dann zum Generalmajor ernannt. Dann am 30. April 1803 wurde er Chef des Dragonerregiments Nr. 7. Pastau starb plötzlich am 24. September 1805 in Tilsit während er mit der Organisation der Mobilmachung beschäftigt war.

### Familie
Pastau heiratete Magdalene Friederike Maria von Thun (* 1750; † 15. Dezember 1795), Tochter des Generals Otto Balthasar von Thun. Das Paar hatte folgende Kinder:
- Johanna Charlotte Friederike (1777–1809) ⚭ 1797 Karl Werner Friedrich von Plessen (1773–1828), Landrat, damals Leutnant im Infanterieregiment Nr. 35[1] (Eltern von Hermann von Plessen)
- Otto Ernst Ludwig (* 18. Juni 1783; † 18. Juli 1859), Oberstleutnant a. D.

Nach dem Tod seiner ersten Frau heiratete Pastau am 9. März 1800 in Schwedt/Oder Christiane Juliane von Wackerbarth (* 25. März 1751; † 30. Mai 1825), verwitwete von Rüts.

## Wappen

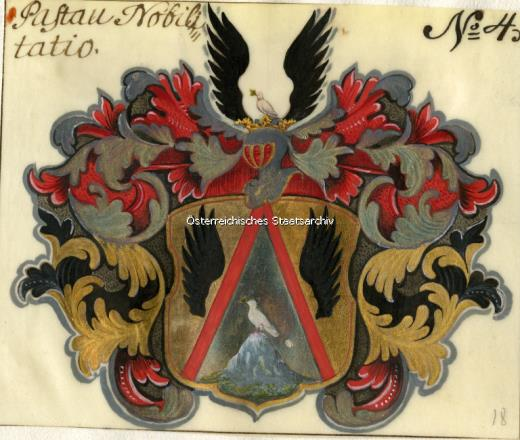
Familienwappen aus dem Jahr 1743

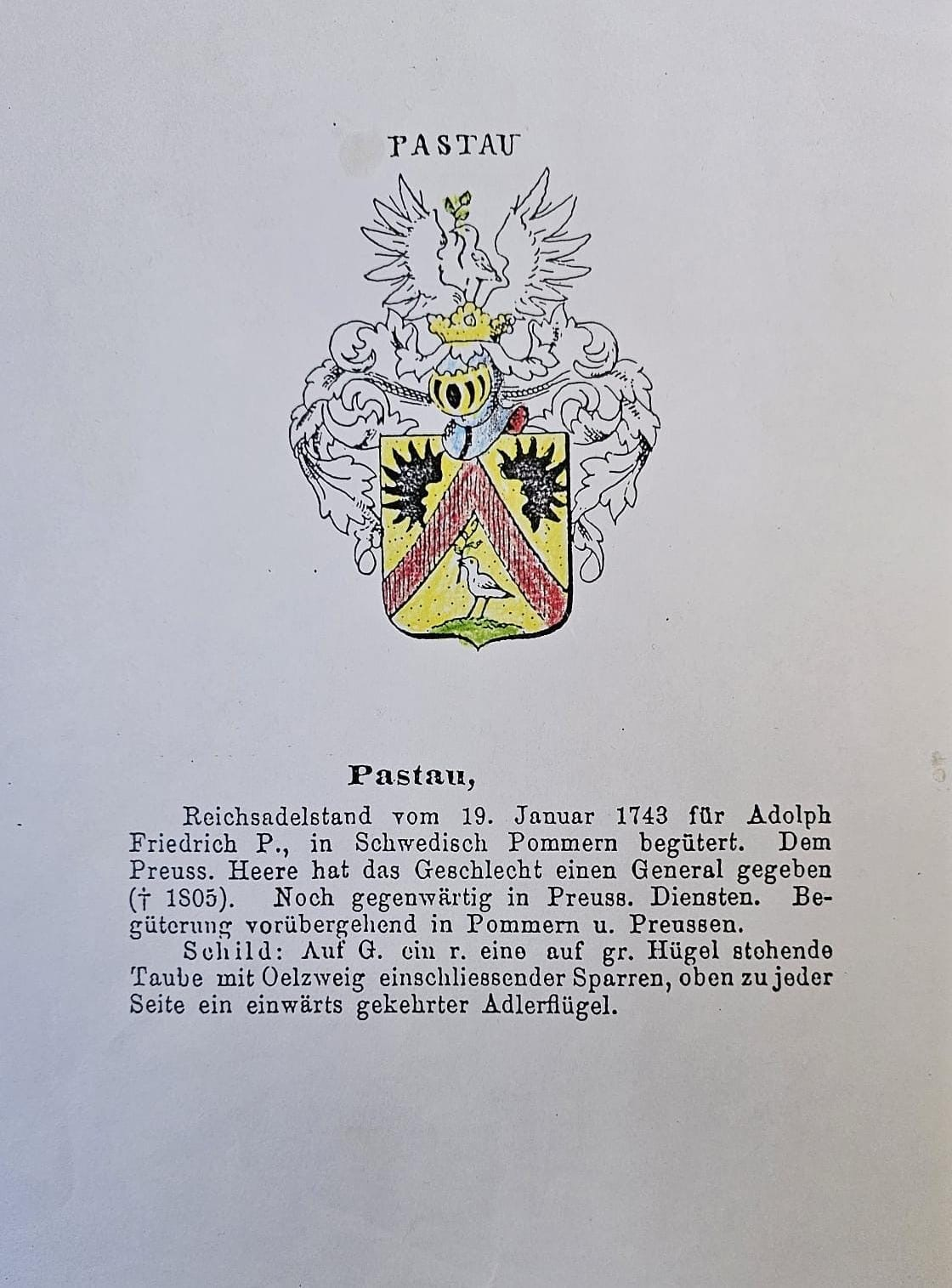
Ernennung in den Reichsadelstand mit Beschreibung des Wappens